# Henry Morton Stanley
Sir Henry Morton Stanley, GCB, de nom de naixement John Rowlands (Dinbych, 28 de gener de 1841 - Londres, 10 de maig de 1904), fou un explorador gal·lès que va recórrer l'Àfrica.
Li van encarregar anar a trobar l'explorador David Livingstone, que havia desaparegut, i el va trobar. Va ser allà on va pronunciar la famosa frase: «El doctor Livingstone, suposo», tot i que s'ha discutit en nombroses ocasions l'autenticitat d'aquesta expressió.

## Biografia

### Primers anys
Stanley va néixer el 28 de gener de 1841 a la ciutat de Dinbych, situada al comtat de Sir Ddinbych de Gal·les. En el moment del seu naixement, la seva mare, Elizabeth Parry, tenia 19 anys. Els seus pares no estaven casats, de manera que el seu certificat de naixement consta com a fill bastard i l'estigma de la il·legitimitat pesà sobre d'ell al llarg de la seva vida. Fou educat pel seu avi fins que va tenir cinc anys. Quan el seu tutor va morir, quedà a càrrec amb els seus cosins i nebodes per a poc temps, però fou enviat finalment a l'asil per a pobres de Llanelwy, on abarrotat i mancat de supervisió resultà assetjat per nois més grans. Quan tenia deu anys, la seva mare i dos germans estigueren en l'asil, sense que ell tingués coneixement de qui eren. Stanley es quedà en aquest indret fins que va complir 15 anys.
Després de completar l'educació elemental, se'l contractà com a professor en una Escola Nacional. El 1859, amb 18 anys, viatjà als Estats Units a la recerca d'una vida més pròspera. A l'arribada a Nova Orleans, s'escapà del seu vaixell. Segons les seves declaracions, intimà amb un comerciant ric anomenat Stanley, qui li preguntà si tenia alguna feina per a una persona com ell, mentre descansava en una cadira a fora de la seva botiga. Tanmateix, ho va fer a l'estil britànic, tot preguntant: "Vol un noi, senyor?". El comerciant a qui li va fer la pregunta era un home sense fills que sempre n'havia desitjat tenir, d'aquesta manera, la proposició no solament li va proporcionar una feina, sinó també una relació propera. Poc temps després, adoptà com a propi el cognom de Stanley. Més tard, va escriure que el seu pare adoptiu havia mort només dos anys després de la seva trobada, però de fet l'ancià Stanley no morí fins poc després de 1878. En qualsevol cas, el jove Stanley assumí progressivament un accent local i començà a negar haver estat un estranger.

## A la recerca de Livingstone

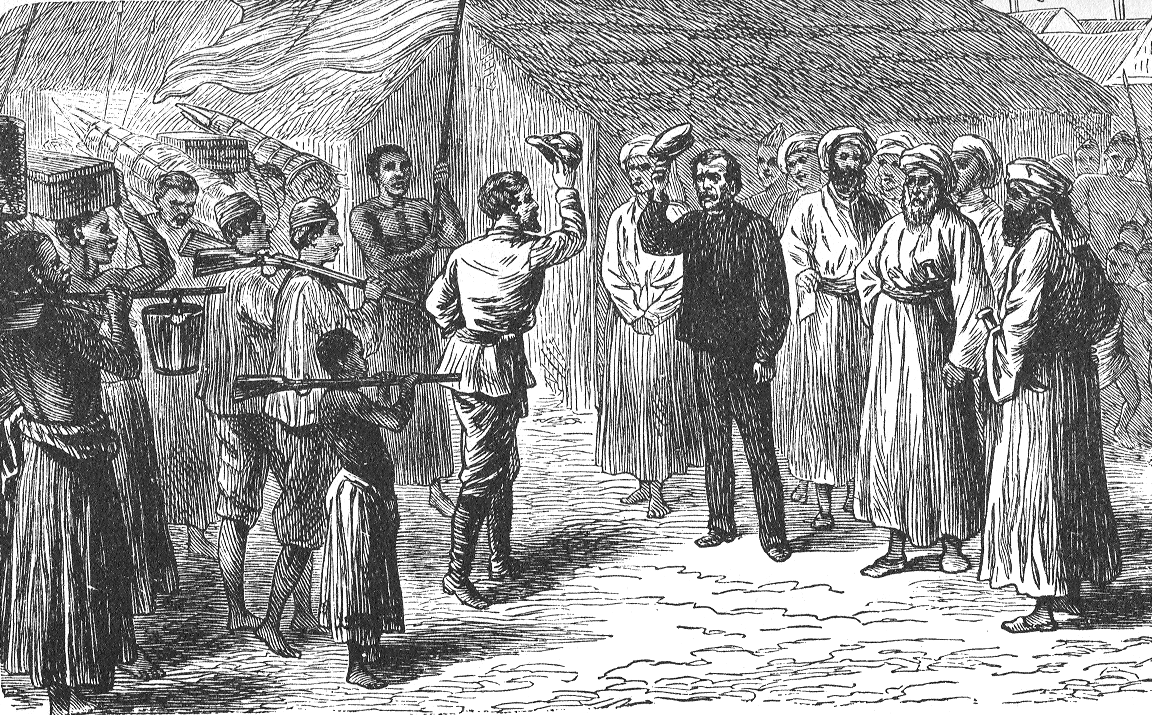
"Dr. Livingstone, I presume?" (El doctor Livingstone, suposo?) Il·lustració de 1876.

L'any 1869 a París, l'editor del New York Herald, James Gordon Bennett, li va encarregar la recerca de l'explorador i missioner David Livingstone, del qual no es tenia notícia des de feia alguns anys, però abans li encarregà que assistís com a corresponsal a la inauguració del Canal de Suez, per després anar a Jerusalem, Constantinoble, Crimea, i arribar a l'Índia a través del Caucas, Iraq i l'Eufrates. Després d'aquest periple, Stanley va viatjar fins a l'illa de Zanzíbar el 1871 i va organitzar una expedició per localitzar el missioner escocès.
L'objectiu de l'expedició era el llogaret d'Ujiji, al llac Tanganyika, on esperava localitzar Livingstone. El 10 de novembre de 1871 el va trobar greument malalt i fou aleshores quan va pronunciar la cèlebre frase "El doctor Livingstone, suposo?". Travà força amistat amb el metge escocès i junts exploraren la part nord del llac Tanganyika. En acabar el seu recorregut, Stanley va tornar sol a les costes de Zanzíbar, sense que Livingstone volgués acompanyar-lo.
De tornada a Gran Bretanya, advertí que gairebé ningú creuria el que contà de la seva trobada i dubtaren de l'autenticitat de les cartes que va presentar, signades per Livingstone.

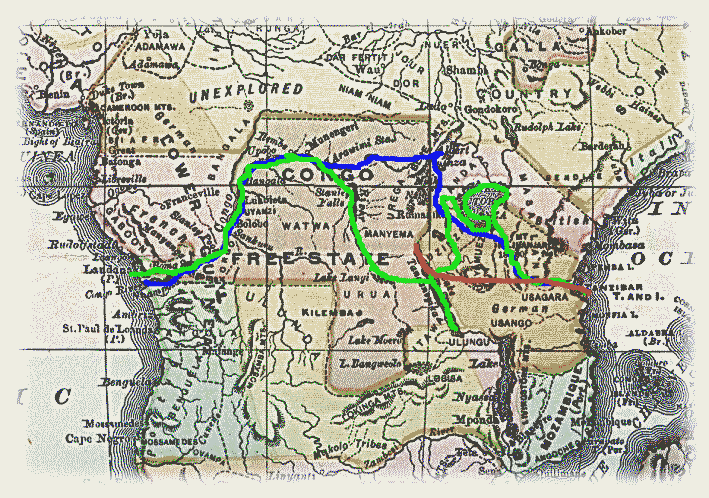
Rutes seguides per Stanley en els seus viatges africans. Viatge de 1871-1872 en vermell, Viatge de 1874-1877 en verd i viatge de 1888-1889 en blau.

## L'expedició del riu Congo (1874-1877)
El 1874, el diari britànic Daily Telegraph i l'estatunidenc New York Herald, van finançar conjuntament una altra expedició al continent africà, una de les seves missions era resoldre l'últim gran misteri de l'exploració africana: el seguiment del curs del riu Congo fins al mar. Va partir el 12 de novembre de 1874, de l'illa de Zanzíbar, a l'oceà Índic i després de 999 dies, el 9 d'agost de 1877, Stanley va arribar a Boma, un lloc avançat portuguès a la desembocadura atlàntica del riu Congo. En el seu viatge va arribar als llacs Victòria i Tanganyika que va circumnavegar i va seguir cap al riu Lualaba per comprovar si continuava en el riu Nil, com pensava Livingstone o cap a l'oest per continuar en el riu Congo. En l'expedició van partir 356 persones, de les quals només 114 van arribar al final, sent Stanley l'únic europeu que ho va aconseguir.

## Reivindicació del Congo per al rei Leopold II
Stanley va ser contractat per l'ambiciós rei Leopold II de Bèlgica, que el 1876 havia organitzat una associació científica i filantròpica internacional, a la qual havia anomenat Societat Africana Internacional, que encobria una empresa particular del rei. El rei exposava les seves intencions d'introduir la civilització occidental i la religió en aquesta part d'Àfrica, però amagava el seu desig d'apropiar-les terres, en benefici propi. Stanley va tornar al Congo per mandat del rei i va negociar amb els caps tribals per obtenir concessions de terrenys. Construir algunes carreteres per obrir el país. D'aquesta manera Stanley - que ja tenia antecedents de maltractament, menyspreu i fins i tot assassinat de nadius - contribuí a una de les pàgines més fosques de la història del segle xix.

## El fals rescat d'Emin Pasha
L'última missió de Stanley en el continent africà va ser la de rescatar Mehmet Emin Pasha, un naturalista i físic alemany que s'havia convertit a l'islam (o fingia haver-ho fet) i romania captiu de l'Exèrcit del Mahdi, al Sudan. Cap al 1885, el govern egipci al Sudan, (per aquell temps, tutelat pels britànics), havia estat enderrocat pel moviment popular i religiós Exèrcit del Mahdi, i el governador de Khartum, Charles George Gordon, havia estat assassinat. Pasha, governador de la província d'Equatòria, al sud del Sudan, es va veure en perill i va sol·licitar la unió del seu territori a la Corona Britànica. Encara que els oficials colonials van rebutjar inicialment aquesta proposta, l'opinió pública va començar a veure Emin Pasha com un segon General Gordon en greu perill de mort pels seguidors de Muhàmmad Àhmad.

### Preparatius
Per aquesta raó, el filantrop escocès William MacKinnon va planejar una missió de rescat que seria sufragada per ell mateix. Per encapçalar va pensar en Stanley, que tot i la seva mala fama seguia sent pràcticament l'únic europeu amb experiència en Àfrica central. Henry Stanley havia acabat el seu treball al Congo, però seguia contractat per Leopold II, de manera que MacKinnon i el mateix Stanley, que va acceptar la proposta sense pensar-s'ho dues vegades, van marxar a Brussel·les per negociar amb el rei en persona. Aquest no només va donar el seu permís a Stanley per partir, sinó que es va comprometre a posar els mitjans necessaris per al viatge de tornada, amb la condició que aquest i també el d'anada es fessin remuntant el riu Congo (i no des de Kenya com estava previst inicialment), i de passada, asseguressin per Leopold el curs alt del riu.
El 1887, al seu retorn a Londres per a planificar la nova expedició, Stanley va poder veure com la seva popularitat a la Gran Bretanya s'estava recuperant. La nova expedició va tornar a batre el rècord com la major i millor equipada de la història, comptant amb un vaixell, l'Advance, la càrrega seria transportada per 12 equips de portadors i, fins i tot, diversos canons del recentment inventat model Maxim, cedits pel mateix inventor, Hiram Maxim. Els oficials elegits per l'expedició van ser James S. Jameson, caçador de grans animals, viatger i artista; John Rose Troup, empleat de l'Estat Lliure del Congo, els militars britànics R.H. Nelson, William Bonny, William G. Stairs i Edmund Barttelot, aquest últim destacat fins llavors a l'Índia; A.J. Mounteney-Jephson, marí mercant; Thomas Heazle Parke, metge militar destacat a Alexandria, i William Hoffmann, criat personal de Stanley.

### L'Expedició

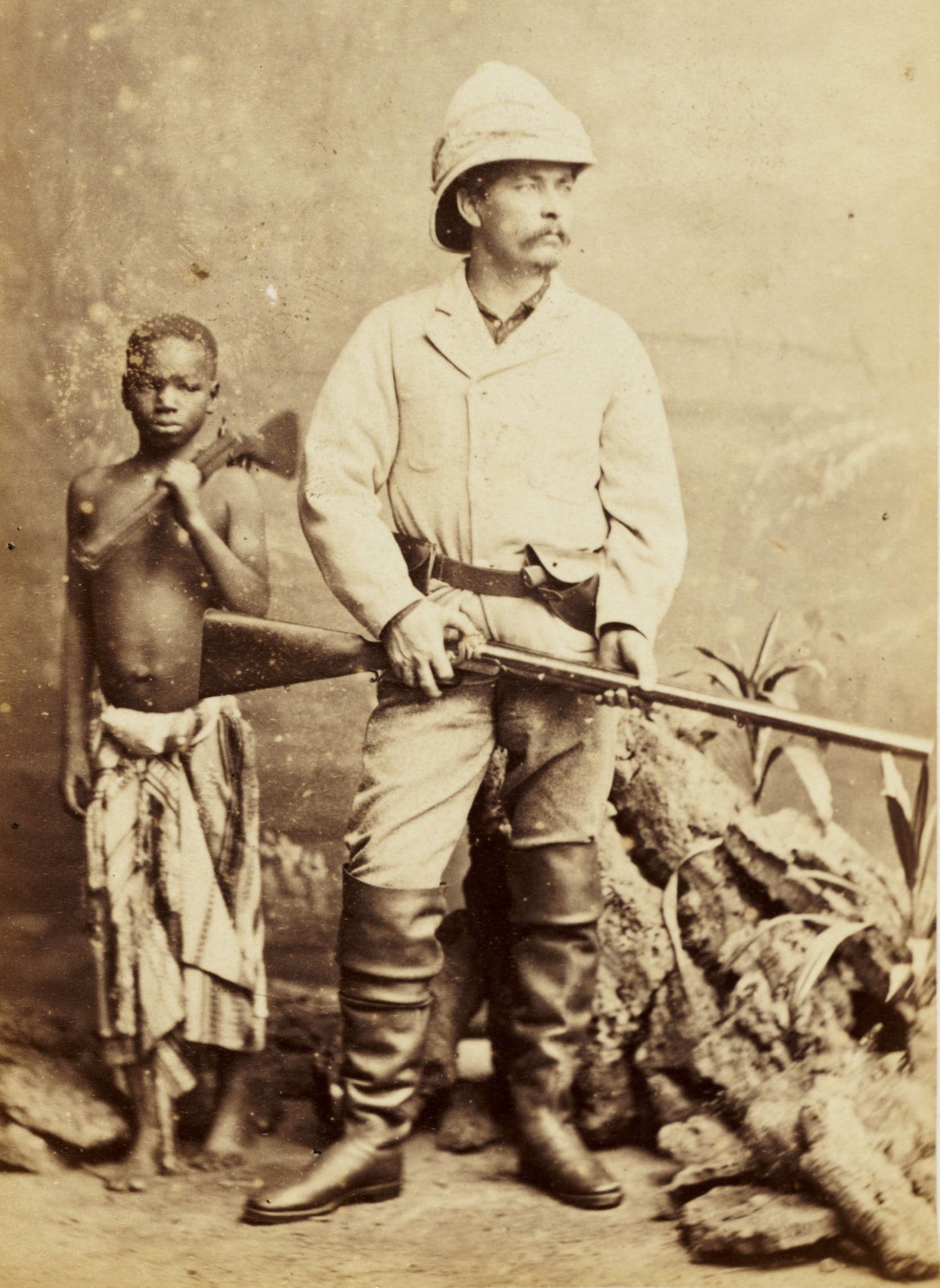
Henry Morton Stanley.

El 21 de gener va partir d'Anglaterra i va arribar sis dies després al Caire, on se li van comunicar l'última informació que manejava el govern anglo-egipci sobre el parador de Pasha i se'ls va permetre continuar sota pavelló egipci, tot i que es van mostrar contraris a la nova ruta a través del Congo. Van tornar a embarcar a la ciutat de Suez i després d'una breu parada a Aden, van arribar el 22 de febrer a Zanzíbar, inici de gairebé totes les grans expedicions europees al continent negre. Després de 3 dies de negociacions amb el sultà de Zanzíbar i el mercader i negrer Tippu Tip es va aconseguir un nou vaixell, el Madura, provisions i portadors suficients. L'acord amb Tippu Tip, molt criticat posteriorment a Europa, es comprometia a posar sota el seu comandament la regió de les Cascades Stanley i cedir-li una part de les 75 tones d'ivori que Stanley preveia portar de tornada des d'Equatòria.
El 18 de març, després de vorejar tot el sud d'Àfrica, l'expedició va arribar a Banana, a la desembocadura del Congo. Des d'allà van anar al port de Matadi i després fins Léopoldville. El progrés de l'expedició va ser lentíssim pel fet que va coincidir amb l'estació plujosa, i les provisions escassejar aviat. En arribar a Léopoldville, Stanley va comprovar que la "flota" que Leopold li havia promès per remuntar al Congo, només es componia d'un vaixell, l'Stanley. Com evidentment no era suficient per carregar totes les armes, provisions i personal, Stanley requisà tres vaixells més en nom del rei: el Florida, que estava acabant de construir-se, i els Peace i Henry Reed que van ser presos als missioners de la zona enmig de grans protestes. Com tot i així no eren suficients, van haver de deixar part de la càrrega a Léopoldville i dividir en dues expedicions diferents que planejaven unir-se de nou a Yambuya, a la vora del riu Aruwimi, un afluent del nord del Congo, i prosseguir fins Equatòria des d'allà. Un cop a Yambuya, els nadius van refusar allotjar l'expedició, per la qual cosa Stanley va ordenar atacar amb totes les seves forces fins que van fugir a refugiar-se en la selva. La deserta Yambuya es va convertir en un campament militar fortificat. Posteriorment, el Henry Reed, amb Barttelot i Tippu Tip a bord, va prosseguir fins a les cascades Stanley, on el negrer va trencar la seva paraula i va abandonar l'expedició sense proporcionar nous portadors a la zona. Barttlelot va tornar a Yambuya sense ell, amb només una vaga promesa de Tip d'enviar-li alguns reforços.
L'encreuament de les denses selves d'Ituri va ser la part més difícil del viatge. Dels 389 homes que van deixar inicialment a Yambuya, només 169 van aconseguir sobreviure a causa de les malalties, els combats amb els pigmeus i negrers àrabs, i la mateixa severitat de Stanley. En els campaments àrabs d'Ugarrowwa i d'Ipoto van haver de canviar gran part del seu armament i equips per provisions per poder continuar. Van continuar mentre el bosc anava sent substituït per prades fins a arribar al llac Albert el 13 de desembre, on les últimes informacions situaven a Emin Pasha, però ell no hi era i els nadius van dir no haver vist un europeu en anys. Mentre acampava al fort Bodo, construït per ell al poble d'Ibwiri, Stanley va rebre el 18 d'abril de 1888 una carta de Pasha en què deia que havia sentit parlar de l'expedició de rescat un any abans i que els rumors de la seva arribada li havien portat al març fins al llac Albert, on l'esperava.

### Trobada amb Pasha i viatge de tornada
La trobada amb Emin Pasha no va ser com havia imaginat. L'alemany, que vestia i actuava com un africà (de manera que havia enganyat a la població del llac Albert), no mostrava cap mena de por o ansietat pels rebels sudanesos ni considerava que corregués cap perill o que li fes falta algun tipus de rescat. Així i tot, va brindar de bon grat amb el xampany que Stanley havia portat des d'Europa per a tal esdeveniment i va donar tots els aliments necessaris als seus rescatadors, que ara s'havien convertit en rescatats. Stanley no va aconseguir convèncer Pasha que tornés amb ell, així que després d'un mes de discussions va deixar el campament després de donar algunes municions a Pasha i va tornar al fort Bodo.
Allà va trobar a Stairs, que havia tornat d'Ungarrowwa's amb només 14 supervivents, al costat dels homes que havia deixat en Bodo. En iniciar el viatge de tornada va descobrir les muntanyes Rwenzori, i va prosseguir cap a Yambuya a la recerca de la segona columna en què s'havia dividit l'expedició, de la qual no havia rebut signes de vida des de feia molt de temps. El 17 d'agost va trobar a Bonny i un grapat dels seus portadors a Banalya, a poc més de 150 km. de Yambuya. Barttelot va ser mort d'un tret durant una disputa, Jameson i Troup foren abandonats malalts de febre i Ward havia abandonat l'expedició i baixat el riu Congo de nou amb la intenció de tornar a Londres, ja que donava a Stanley per perdut després de gairebé un any sense notícies seves. L'expedició a penes comptava amb 412 supervivents en el viatge de tornada, 124 dels quals estaven massa malalts per carregar algun equipatge. El 16 de gener de 1889, va rebre una nova carta d'Emin Pasha, que li va revelar el parador de Jephson: els mateixos homes de Pasha l'havien capturat al llac Albert i sotmès a arrest. Posteriorment, un grup dels oficials de Pasha es va revoltar contra ell i el van sotmetre a arrest domiciliari a Dufile fins novembre. Encara en aquesta situació, Pasha es va negar a tornar amb Stanley una vegada més, però finalment va accedir. El 17 de febrer es va reunir de nou amb Stanley acompanyat de 65 dels seus soldats al llac Albert. En els mesos següents més soldats i les famílies d'aquests, potser tement represàlies dels nous governants d'Equatòria, es van unir a l'expedició amb l'objectiu d'arribar a la costa.

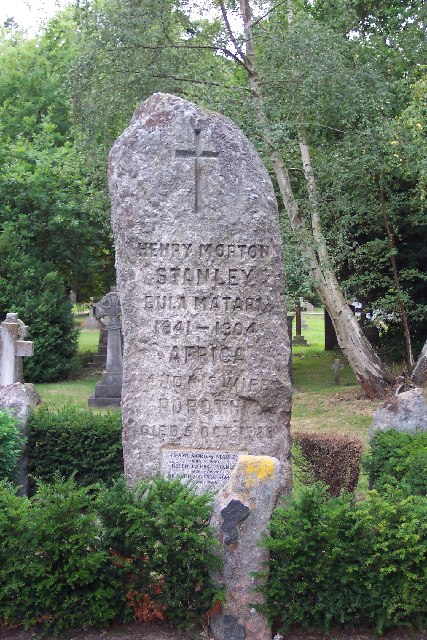
Tomba de Stanley a Pirbright, Anglaterra.

En passar pels Ruwenzori Stairs va aprofitar per coronar el seu cim, sent el primer europeu que ho aconseguia. Posteriorment van seguir la ribera dels llacs Eduard i George, i van creuar les aigües del llac Victòria. A l'altra banda Stanley va signar dos tractats amb els reis d'Ankole i Karagwe, en l'actual Uganda, que van ser utilitzats anys més tard pels britànics per reclamar la propietat del país. El 15 d'agost van arribar a la missió d'Usambiro i es van assabentar de les disputes entre alemanys i britànics per la colonització de l'Àfrica oriental. En aproximar-se a la costa trobà patrulles alemanyes i fou escortat pel general germànic Hermann von Wissmann fins al port de Bagamoyo. Allà es va quedar Emin Pasha, afectat d'una malaltia de la qual no es recuperaria fins a 1890. Des de Bagamoyo va partir a Zanzíbar, on van deixar els pocs que havien sobreviscut a l'expedició, després a Egipte, on es van quedar els egipcis i sudanesos, i finalment a Anglaterra, on van baixar els europeus.